# Kamkeramiske kultur
Den kamkeramiske kultur var et tekno-kulturelt kompleks udviklet formodentlig i Nordøsteuropa ca 5.200- 3.200 f.Kr. Kulturen kendetegnes ved sine store æggeformede, rundbundede hul- og kam- eller snøreornamenterede lerkar.
Den opdeles almindeligvis i tre afsnit:
1. Ka I eller Sperringskultur (cirka 5.200 f.Kr.) modsvarer det tidlige kamkeramiske afsnit og kendetegnes ved en varierende udsmykning på keramikkar med vandrette serier af skiftevise huller (svarende til mærker fra spidserne af en kams tænder) og striber med skiftende hældning således, at der ved at betragte disse lagmønstre parvis fremstår et fiskebensmønster. Mod slutningen af dette afsnit fremkommer kamstempler. Fordybninger er trykket ind i de øvrige ornamentering og magringen af leret består af knust kvarts eller feldspat. Ifølge C-14 dateringer modsvarer dette afsnit kronologisk omtrent den sydskandinaviske Ertebøllekultur.
2. Det typiske kamkeramikafsnit betegnes Ka II og kendetegnedes ved kamornamentering og fordybninger i geometriske mønstre i vandrette bælter på lerkar og bredte sig til det sydlige Baltikum. Også kobbergenstande af Onega- eller uralsk kobber er fundet i kamkeramisk sammenhæng i Finland.

Alternativt inddeler man to kamkeramiske subkulturer:
Säräisniemi 1-keramikken (Sär 1), som var udbredt i Nordfinland og ved Varangerfjorden, og
Jäkärlä-keramikken, som var udbredt i Sydvestfinland,
begge samtidige med Ka I og Ka II.
Forekomsten af keramik i marine områder kan antyde lagring, og ved etnologiske sammenligninger anser man, at ca 88 % var bofaste eller overvejende bofaste, mens 12 % halvnomadiske. Også en social lagdeling kan antydes ud fra gravgaver, og spredningen af genstandstyper i det kamkeramiske kulturområde bliver forbundet med exogame ægteskabsregler blandt disse jægerfolk. Den skarpe grænse mod vest for kamkeramik-kulturen bliver forklaret ved manglen på exogamirelationer mellem skifferkulturen og den kamkeramiske kultur. Dette kan have flere årsager, for eksempel at de tilhørte uens etniske grupper eller sprogområder, så at sociale transaktioner havde en anden karakter.
I Finland formoder de fleste arkæologer, at de mennesker, som levede under den kamkeramiske kultur, var af en finsk-ugrisk folkestamme og således talte et proto-finsk sprog. Finske sprogforskere har dog advaret mod at drage så vidtgående slutninger fra et arkæologisk materiale, som ikke afslører noget om hverken sprog eller etnicitet.
En af de mange former for kamkeramik var asbestkeramik, som optræder i Finlands indland i yngre stenalder og på Nordkalotten, blandt andet i det nordlige Norrland, i bronzealderen. Asbestkeramik anvendes ved kobber-, bronze- og jernfremstilling og antages af visse forskere at være et forstadium til samisk kultur.